# Cserföld község
Cserföld község (szlovénül Občina Črenšovci, alapfokú közigazgatási egység Szlovéniában, a Muravidéken, a Pomurska statisztikai régióban. Lakossága 2018-ban 3926 fő volt.

## A község települései
Alsóbeszterce (Dolnja Bistrica), Cserföld (Črenšovci), Felsőbeszterce (Gornja Bistrica), Középbeszterce (Srednja Bistrica), Tüskeszer (Trnje) és Zsizsekszer (Žižki).
Zárójelben a szlovén név szerepel, de legtöbbször a szlovéniai magyarok is ezeket a névváltozatokat használják, mivel a gyakorlatilag tiszta szlovén települések magyar nevüket 6-800 éves fennállásuk után jórészt csak a 19. század végi földrajzinév-magyarosítások idején kapták, és ezek azóta feledésbe merültek.

## Népesség
| Lakosok száma | 4213 | 4166 | 4148 | 4109 | 4022 | 3989 | 3980 | 3953 | 3958 | 3995 |
|               | 2008 | 2009 | 2011 | 2012 | 2013 | 2015 | 2016 | 2017 | 2019 | 2020 |